# Lehrervortrag
Als Lehrervortrag bezeichnet man eine Lehrtechnik, die darin besteht, dass der Lehrer bzw. Dozierende den Schülern bzw. Studierenden Informationen in Form eines mündlichen Vortrages oder einer traditionellen Vorlesung liefert. Der Lehrervortrag ist eine bestimmte Arbeitsform des Frontalunterrichts.

## Vorgehensweise
Üblicherweise wird ein Lehrervortrag zunächst vorbereitet und dann praktisch durchgeführt. Zusätzlich zu einem Skript für den Vortrag selbst wird häufig auch der Tafelanschrieb vorbereitet oder eine Präsentationen mit Folien erstellt; in dieser Hinsicht ist ein Lehrervortrag verschieden von unmittelbar bedarfsorientierten Lehrformen wie Just-in-Time-Teaching. Lehrinhalte werden logisch aufgebaut und strukturiert. Studierende konsumieren den Lehrervortrag entweder vor Ort, live online oder via Aufzeichnung, was häufig keinen signifikanten Unterschied für den Erfolg in darauffolgenden Prüfungen macht; letzteres wird sich in "flipped classroom"-Szenarien zunutze gemacht: der Lehrervortrag wird in den Onlinebereich ausgelagert, um die Zeit im Klassenzimmer oder Hörsaal für andere Aktivitäten freizusetzen. 

## Zweck
Eingesetzt wird der Lehrervortrag häufig bei der Einführung neuer Themen. Die didaktische Funktion des Lehrervortrages besteht darin, Informationen oder Impulse zu liefern, die den Unterricht vorwärts treiben. Wenn die Impulse im Vordergrund stehen, spricht man von einem Impulsreferat.
Ein Lehrervortrag kann sinnvoll durch aktivierende Lehrmethoden angereichert werden ohne dabei den Lehrplan tiefgreifend umschreiben zu müssen, was jedoch den Lernerfolg nachhaltig verstärken kann.